# Мёльбю, Ян
Ян Мёльбю (дат. Jan Mølby; род. 4 июля 1963, Коллинг, Вайле) — датский футболист и тренер.

## Клубная карьера
Ян Мёльбю начал свою футбольную карьеру в родном городе Кольдинг в клубе «Кольдинг ИФ» в 1981 году. В возрасте 19 лет Ян стал капитаном клуба «Кольдинг ИФ».
Летом 1982 года Ян переехал в Нидерланды и стал игроком амстердамского «Аякса». Он стал третьим датчанином в команде после Сёрена Лербю и Йеспера Ольсена. Мёльбю дебютировал за «Аякс» 19 июля в товарищеской игре с любительской командой «Вестландиа» и сразу отметился забитым голом. В своём первом сезоне за «Аякс» Ян провёл 29 матчей и забил 6 мячей в чемпионате Нидерландов сезона 1982/83, а также стал чемпионом Нидерландов и обладателем Кубка Нидерландов. В сезоне 1983/84 он также регулярно выступал за «Аякс» проведя 28 матчей и забив 5 мячей.
Отличная игра молодого полузащитника не прошла бесследна, главный тренер английского «Ливерпуля» Джо Фэган заинтересовался игроком и сделал предложение о подписании контракта. 22 августа 1984 года Мёльбю подписал контракт с «Ливерпулем», сумма сделки между «Аяксом» и «Ливерпулем» составила £ 200 тыс. Ян дебютировал за команду спустя три дня после подписания контракта 25 августа в матче против «Норвич Сити», который завершился со счётом 3:3. Свой первый гол за «Ливерпуль» Ян забил 1 декабря 1984 года в матче против лондонского «Челси», завершившийся поражением «Ливерпуля» со счётом 3:1. В первом сезоне за «Ливерпуль» Мёльбю провёл 22 матча и забил 1 гол в Первом английском дивизионе, а также один матч в Кубке лиги.
В 1985 году играющим тренером «Ливерпуля» стал шотландец Кенни Далглиш, именно благодаря Далглишу Мёльбю великолепно заиграл за «Ливерпуль». Свои первые трофеи с «Ливерпулем» Ян завоевал в 1986 году, став чемпионом первого дивизиона и обладателем Кубка Англии, в финале которого был обыграл «Эвертон» со счётом 3:1, Ян отыграл весь матч, а всего в кубке Англии 1985/1986 Мёльбю провёл 8 матчей и забил 3 мяча. Перед сезоном 1986/87 в Англии был проведён матч Суперкубок Англии между «Ливерпулем» и «Эвертоном» завершившийся вничью 1:1, таким образом оба клуба стали победителем суперкубка, в 1989 и 1990 году Ян также становился обладателем Суперкубка Англии.
После травмы полученной в матче с «Манчестер Юнайтедом» в начале сезона 1992/93 карьера Яна пошла вниз, Мёлбю продолжал страдать избыточным весом. Для излечении травмы потребовалось три месяца, за три сезона существования Премьер Лиги Ян провёл не более 30 матчей. В начале сезона 1995/1996 главный тренер «Ливерпуля» Рой Эванс отправил Яна в аренду клубу «Барнсли», а затем и в «Норвич Сити», в которых Мёльбю практически не играл. Вернувшись в «Ливерпуль» Ян покинул клуб в феврале 1996 года и присоединился к «Суонси Сити», взяв на себя обязанности играющего тренера.

## Карьера в сборной
В национальной сборной Дании Ян дебютировал 15 июня 1982 году в возрасте 18 лет в матче против сборной Норвегии, в том матче также дебютировал другой молодой полузащитник Михаэль Лаудруп. Всего за сборную Мёльбю провёл 33 матча и забил 2 мяча, в составе сборной Ян участвовал на чемпионате Европы 1984 года и на чемпионате мира 1986 года.

## Тренерская карьера
Став играющим тренером в «Суонси Сити», в период с 1996 по 1997 год провёл 41 матч и забил 8 мячей. В 1997 году главным тренером «Суонси Сити» стал Мики Адамс, а Ян был уволен вместе со своим помощником. После этого Мёльбю решил завершить свою игровую карьеру и полностью посвятить себе тренерской работе. В 1999 году Мёльбю возглавил клуб «Киддерминстер Харриерс», который играл в одном из низшем английском дивизионе под названием Конференция. Ян в первый же сезон добился победы в Конференции сезона 1999/00. В «Киддерминстер Хэрриерс» Мёльбю проработал до 2002 года, а затем Ян стал главным тренером клуба «Халл Сити», который выступал в одном из низшем дивизионе. Проработав год в «Халл Сити», вернулся в свой бывший клуб «Киддерминстер Хэрриерс», где проработал также один год.

## Достижения

### Клубные
«Аякс»
- Чемпион Нидерландов: 1982/83
- Обладатель Кубка Нидерландов: 1983

«Ливерпуль»
- Чемпион Англии: 1986, 1988, 1990
- Обладатель Кубка Англии: 1986, 1990
- Обладатель Суперкубка Англии: 1987, 1989, 1990

### Тренерские
«Киддерминстер Хэрриерс»
- Чемпион Конференции: 2000

## После футбола
Завершив свою тренерскую карьеру, Мёльбю работал комментатором на телеканале «TV3+», а также на датском телеканале «TV2» и английском «BBC Radio 5 Live».
По опросу журнала «Four Four Two» занял 30 место из 100, за звание лучших иностранных игроков когда либо игравших в чемпионате Англии.
Является одним из основных игроков-ветеранов «Ливерпуля», которые принимают активное участие в матчах серии «Sky Sports».
В последние несколько лет принимал участие в нескольких турнирах в покер.

## Статистика

### Матчи Мёльбю за сборную Дании
| Матчи Мёльбю за сборную Дании | Матчи Мёльбю за сборную Дании | Матчи Мёльбю за сборную Дании | Матчи Мёльбю за сборную Дании | Матчи Мёльбю за сборную Дании | Матчи Мёльбю за сборную Дании       |
| ----------------------------- | ----------------------------- | ----------------------------- | ----------------------------- | ----------------------------- | ----------------------------------- |
| №                             | Дата                          | Соперник                      | Счёт                          | Голы Мёльбю                   | Соревнование                        |
| 1                             | 15 июня 1982                  | Норвегия                      | 1:2                           | —                             | Чемпионат Северной Европы 1981—1983 |
| 2                             | 1 сентября 1982               | Румыния                       | 0:1                           | —                             | Товарищеский матч                   |
| 3                             | 27 октября 1982               | Чехословакия                  | 1:3                           | —                             | Товарищеский матч                   |
| 4                             | 7 сентября 1983               | Франция                       | 3:1                           | —                             | Товарищеский матч                   |
| 5                             | 21 сентября 1983              | Англия                        | 1:0                           | —                             | Чемпионат Европы 1984 (отбор)       |
| 6                             | 14 марта 1984                 | Нидерланды                    | 0:6                           | —                             | Товарищеский матч                   |
| 7                             | 11 апреля 1984                | Испания                       | 1:2                           | —                             | Товарищеский матч                   |
| 8                             | 16 мая 1984                   | Чехословакия                  | 0:1                           | —                             | Товарищеский матч                   |
| 9                             | 12 сентября 1984              | Австрия                       | 3:1                           | —                             | Товарищеский матч                   |
| 10                            | 26 сентября 1984              | Норвегия                      | 1:0                           | —                             | Чемпионат мира 1986 (отбор)         |
| 11                            | 17 октября 1984               | Швейцария                     | 0:1                           | —                             | Чемпионат мира 1986 (отбор)         |
| 12                            | 14 ноября 1984                | Ирландия                      | 3:0                           | —                             | Чемпионат мира 1986 (отбор)         |
| 13                            | 11 сентября 1985              | Швеция                        | 0:3                           | —                             | Товарищеский матч                   |
| 14                            | 25 сентября 1985              | СССР                          | 0:1                           | —                             | Чемпионат мира 1986 (отбор)         |
| 15                            | 9 октября 1985                | Швейцария                     | 0:0                           | —                             | Чемпионат мира 1986 (отбор)         |
| 16                            | 16 октября 1985               | Норвегия                      | 5:1                           | —                             | Чемпионат мира 1986 (отбор)         |
| 17                            | 13 ноября 1985                | Ирландия                      | 4:1                           | —                             | Чемпионат мира 1986 (отбор)         |
| 18                            | 26 марта 1986                 | Северная Ирландия             | 1:1                           | —                             | Товарищеский матч                   |
| 19                            | 13 мая 1986                   | Норвегия                      | 0:1                           | —                             | Товарищеский матч                   |
| 20                            | 16 мая 1986                   | Польша                        | 1:0                           | —                             | Товарищеский матч                   |
| 21                            | 4 июня 1986                   | Шотландия                     | 1:0                           | —                             | Чемпионат мира 1986                 |
| 22                            | 8 июня 1986                   | Уругвай                       | 6:1                           | —                             | Чемпионат мира 1986                 |
| 23                            | 13 июня 1986                  | ФРГ                           | 2:0                           | —                             | Чемпионат мира 1986                 |
| 24                            | 18 июня 1986                  | Испания                       | 1:5                           | —                             | Чемпионат мира 1986                 |
| 25                            | 29 октября 1986               | Финляндия                     | 1:0                           | —                             | Чемпионат Европы 1988 (отбор)       |
| 26                            | 12 ноября 1986                | Чехословакия                  | 0:0                           | —                             | Чемпионат Европы 1988 (отбор)       |
| 27                            | 29 апреля 1987                | Финляндия                     | 1:0                           | 1                             | Чемпионат Европы 1988 (отбор)       |
| 28                            | 3 июня 1987                   | Чехословакия                  | 1:1                           | 1                             | Чемпионат Европы 1988 (отбор)       |
| 29                            | 10 мая 1988                   | Венгрия                       | 2:2                           | —                             | Товарищеский матч                   |
| 30                            | 14 сентября 1988              | Англия                        | 0:1                           | —                             | Товарищеский матч                   |
| 31                            | 22 февраля 1989               | Италия                        | 0:1                           | —                             | Товарищеский матч                   |
| 32                            | 11 сентября 1990              | Уэльс                         | 1:0                           | —                             | Товарищеский матч                   |
| 33                            | 14 ноября 1990                | Югославия                     | 0:2                           | —                             | Чемпионат Европы 1992 (отбор)       |

Итого: 33 матча / 2 гола; 14 побед, 5 ничьих, 14 поражений.